# Antonín Peltrám
Antonín Peltrám (3. listopadu 1930 Praha – 23. dubna 2020) byl český politik, v letech 1998 až 2000 ministr dopravy a spojů ČR ve vládě Miloše Zemana.

## Životopis
Absolvoval na Vysoké škole ekonomické v Praze v roce 1954, kde také v roce 1957 obhájil kandidátskou práci, vztahující se k dopravě jako soustavě. Poté vystudoval směr energetiky na ČVUT. Habilitoval se v roce 1997 na Vysoké škole báňské – Technické univerzitě Ostrava.
Peltrám pracoval v dopravním výzkumu od postavení vědeckého pracovníka po vedoucího vědeckého pracovníka, od vedoucího oddělení po náměstka ředitele a designovaného ředitele Technickoekonomického ústavu Federálního výboru pro dopravu. V létech normalizace se zabýval racionalizací a optimalizací dopravy na území hlavního města Prahy s využitím matematických metod a výpočetní techniky.
Od počátku roku 1990 do konce československé federace pracoval jako ředitel odboru dlouhodobého výhledu, dopravní politiky a mezinárodních vztahů na Federálním ministerstvu dopravy. Byl členem výboru pro přidružení k Evropskému společenství, podílel se na formulaci deklarace k 1. (pražské) panevropské dopravní konferenci. Pomáhal rozvíjet nově založenou Dopravní fakultu Jana Pernera na Univerzitě Pardubice.
V roce 1998 byl jmenován ministrem dopravy a spojů České republiky. V průběhu roku 2000 se vrátil k výzkumné a pedagogické činnosti (zabýval se dopravní politikou a evropskou integrací). Pomáhal založit Vysokou školu mezinárodních a veřejných vztahů v Praze, kde byl od března 2003 do července 2005 rektorem. Od září 2005 pracoval jako ředitel Institutu pro evropskou integraci Bankovního institutu vysoké školy v Praze, kde mimo jiné redigoval internetový Zpravodaj BIVŠ a podílel se na vydávání studijních pomůcek.
Příspěvky pro veřejnost k problematice EU publikoval také v čtrnáctideníku Eurofirma.
Publikoval více než 1 000 prací, z toho dvě učebnice, desítku skript, články, z toho několik desítek v zahraničí. Byl předsedou Českého výboru Evropské ligy pro hospodářskou spolupráci – jedné z nejstarších mezinárodních organizací Evropského hnutí, na jejíchž zasedáních měl vystoupení k problémům integrace, vstupu ČR do EU i evropské dopravní infrastruktury.
Byl ženatý s političkou a pedagožkou Květoslavou Kořínkovou.